# Kobyle (Gródek nad Dunajcem)
Kobyle – część wsi Gródek nad Dunajcem w Polsce położona w województwie małopolskim, w powiecie nowosądeckim, w gminie Gródek nad Dunajcem.
Dawniej samodzielna miejscowość, od której miejscowość Gródek nad Dunajcem wzięła częściowo swoją dawną nazwę Kobyle-Gródek.
W latach 1975–1998 miejscowość administracyjnie należała do województwa nowosądeckiego.